# Río Renaico

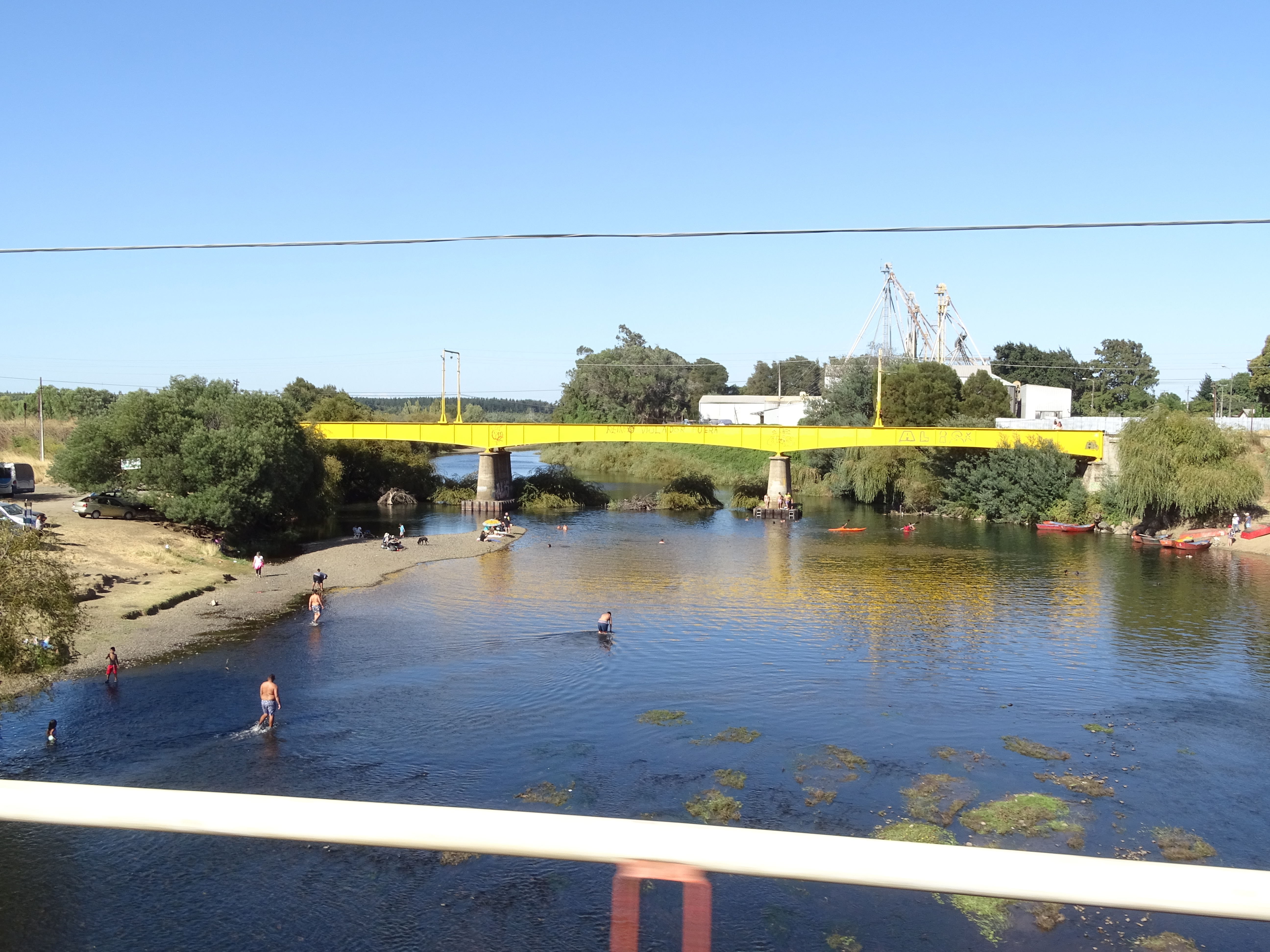
Puente Ferroviario sobre río Renaico

El río Renaico es un curso de agua de la cuenca del río Biobío que, en toda su extensión, es el límite entre las regiones de Bíobío y La Araucanía. En su cuenca inferior llevó antiguamente el nombre de río Tolpán.

## Trayecto
El río Renaico surge desde el flanco noroeste de la cordillera de Pemehue, un cordón occidental de los Andes, al norte del volcán Tolhuaca. En su curso superior, el río es paralelo al límite este y norte de la reserva nacional Malleco. El río termina aproximadamente 7 km aguas abajo de la ciudad de Renaico, cercano a la cordillera de Nahuelbuta, donde se une al río Vergara.

## Caudal y régimen
La subcuenca del río Vergara y sus afluentes, que son los ríos Malleco, Mininco y Renaico muestra un régimen netamente pluvial, con grandes crecidas entre junio y agosto. El período de estiaje, común a toda la subcuenca, ocurre en el trimestre enero, febrero, marzo, debido a las bajas precipitaciones y al uso de agua para riego.: 92 

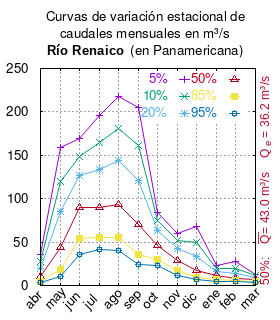
Curvas de variación estacional del río Renaico en el cruce con la carretera Panamericana.

El caudal del río (en un lugar fijo) varía en el tiempo, por lo que existen varias formas de representarlo. Una de ellas son las curvas de variación estacional que, tras largos periodos de mediciones, predicen estadísticamente el caudal mínimo que lleva el río con una probabilidad dada, llamada probabilidad de excedencia. La curva de color rojo ocre (con {\displaystyle {\color {Red}\vartriangle }}) muestra los caudales mensuales con probabilidad de excedencia de un 50%. Esto quiere decir que ese mes se han medido igual cantidad de caudales mayores que caudales menores a esa cantidad. Eso es la mediana (estadística), que se denota Qe, de la serie de caudales de ese mes. La media (estadística) es el promedio matemático de los caudales de ese mes y se denota {\displaystyle {\overline {Q}}}. 
Una vez calculados para cada mes, ambos valores son calculados para todo el año y pueden ser leídos en la columna vertical al lado derecho del diagrama. El significado de la probabilidad de excedencia del 5% es que, estadísticamente, el caudal es mayor solo una vez cada 20 años, el de 10% una vez cada 10 años, el de 20% una vez cada 5 años, el de 85% quince veces cada 16 años y la de 95% diecisiete veces cada 18 años. Dicho de otra forma, el 5% es el caudal de años extremadamente lluviosos, el 95% es el caudal de años extremadamente secos. De la estación de las crecidas puede deducirse si el caudal depende de las lluvias (mayo-julio) o del derretimiento de las nieves (septiembre-enero).

## Historia
Francisco Solano Asta-Buruaga y Cienfuegos escribió en 1899 en su obra póstuma Diccionario Geográfico de la República de Chile sobre el río:
Renaico.-—Río de regular caudal que tiene sus cabeceras en la cordillera de Pemehue al SE. de la ciudad de Mulchén, y poco distante al N. del origen del Malleco y al O. de los fuertes de Lolco y Nitrito esto es, por los 38° 06' Lat. y 71° 44' Lon. Corre de aquí generalmente al NO. hasta el meridiano más ó menos de la desembocadura del Bureo en el Bío-Bío, donde tuerce al O. y va en esta dirección á desembocar en la derecha del Vergara por los 37° 38' Lat. y 72° 40' Lon., y á 20 ó 22 kilómetros tanto al S. de la confluencia de éste con el Bio-Bío, como al N. de la ciudad de Angol. Su curso, medianamente tortuoso, se extiende por unos 90 kilómetros, es casi pando en su último tercio inferior, de un ancho en esta parte que pasa de 50 metros y que va hacia arriba disminuyendo hasta poco menos de 25 metros y de una hondura que lo hace navegable por embarcaciones planas en alguna extensión desde la boca. Atraviesa una región selvosa y ligeramente quebrada é inclinada en la parte oriental y más llana hacia la occidental á lo largo de riberas bajas, abiertas y susceptibles de toda especie de cultivos. Recibe varios afluentes, casi todos pequeños, con excepción del Mininco que le entra por la margen sur y el Mecauquén por la del norte, cerca del asiento en que existió la ciudad de los Infantes. En su término inferior llevó el nombre de río Tolpán (véase); el actual es corrupción de Rigaico, que significa agua que hace pozos, de rygan y co.